# كيلي كاتلين
كيلي كاتلين (بالإنجليزية: Kelly Catlin)‏ (و. 1995 – 2019 م) هي دراجة أمريكية، ولدت في سانت باول، مينيسوتا، شاركت في ركوب الدراجات في الألعاب الأولمبية الصيفية 2016، توفيت في ستانفرد، كاليفورنيا، عن عمر يناهز 24 عاماً.

## التعليم
تعلمت في جامعة منيسوتا، وجامعة ستانفورد.

### سباقات أو مراحل فاز بها
| التاريخ       | السباق                                                                        | المركز                   |
| ------------- | ----------------------------------------------------------------------------- | ------------------------ |
| 22 مايو 2016  | طواف أمجين كاليفورنيا 2016                                                    | العاشر في تصنيف أفضل شاب |
| 13 أغسطس 2016 | ركوب الدراجات في الألعاب الأولمبية الصيفية 2016 – سيدات سباق المطاردة الفرقية | المركز الثاني            |
| 01 يناير 2017 | بطولة العالم للدراجات على المضمار 2017 – سباق المطاردة الفرقية للسيدات        |                          |
| 14 مايو 2017  | طواف أمجين كاليفورنيا للسيدات 2017                                            | العاشر في تصنيف أفضل شاب |
| 07 يونيو 2018 | جائزة غاتينو الكبرى للدراجات 2018                                             | الخامس في التصنيف العام  |
| 13 يوليو 2018 | 2018 Chrono Kristin Armstrong (women)                                         | السابع في التصنيف العام  |

## روابط خارجية
- كيلي كاتلين على موقع الاتحاد الدولي للدراجات (الإنجليزية)
- كيلي كاتلين على موقع أرشيف الدراجات (الإنجليزية)
- كيلي كاتلين على موقع إحصائيات الدراجات الإحترافية (الإنجليزية)
- كيلي كاتلين على موقع CycleBase (الإنجليزية)
- كيلي كاتلين على موقع اللجنة الأولمبية الدولية (الإنجليزية)
- كيلي كاتلين على موقع أوليمبيديا (الإنجليزية)